# موتور شهدوست نارويي
موتور شهدوست نارويي (بالإنجليزية: Mowtowr-e Shahdust Naruyi)‏ هي منطقة سكنية تقع في سيستان وبلوتشستان في إيران. يقدر عدد سكانها بـ 15 نسمة .